# Роберт Ватсон-Ватт
Сер Роберт Олександр Ватсон-Ватт (англ. Sir Robert Alexander Watson-Watt, 13 квітня 1892 — 5 грудня 1973) — шотландський фізик, відомий завдяки винаходу радара.

## З біографії
На початку своєї кар'єри Роберт Ватсон-Ватт був викладачем фізики в університетському коледжі Данді. Очолюваний ним відділ радіо в Національній фізичній лабораторії, був одним з лідерів своєї галузі. Перед Ватсоном-Ваттом стояла важлива проблема — як модулювати імпульсами, передавач великої потужності. Йому вдалося вирішити її — технічні характеристики першого ж варіанту обладнання, що було розроблене в його лабораторії, виявилися настільки хорошими, що після успішної демонстрації Ватсон-Ватт отримав грошову винагороду, і це дозволило йому організувати дослідне виробництво.
Роберт Ватсон-Ватт сконструював один з перших пристроїв, що призначені для радіолокації повітряних об'єктів і отримав перший патент на винахід подібної системи в 1934, а 26 лютого 1935 року успішно продемонстрував свій винахід, який міг виявити літак на відстані 64 км. В 1936 очолив новоутворене відомство Британського міністерства авіації, яке до кінця року побудувало низку з п'яти РЛС, розташованих на відстані 40 км одна від одної. Ця низка радарів відіграла надважливу роль у боротьбі з нальотами гітлерівської авіації на Велику Британію в роки Другої світової війни.